# Liparis fishelsoni
Liparis fishelsoni és una espècie de peix pertanyent a la família dels lipàrids.

## Hàbitat
És un peix marí, demersal i de clima tropical que viu entre 25 i 30 m de fondària.

## Distribució geogràfica
Es troba al mar Roig.

## Observacions
És inofensiu per als humans.